# Ophrys argolica crabronifera
L'ofride calabrone (Ophrys argolica subsp. crabronifera (Sebast. & Mauri) Faurh., 2002) è una pianta erbacea appartenente alla famiglia delle Orchidacee.

## Etimologia
Il nome generico (Ophrys), secondo quanto scrive lo scrittore romano Plinio il Vecchio (23 – 79), deriva da un'antica parola greca “οφρύς”  e significa “sopracciglio”. Gli antichi (scrive sempre il naturalista latino) usavano appunto questa pianta per produrre una tintura per colorare le sopracciglia.  Può essere però che il vero significato derivi molto più semplicemente dalla forma delle lacinie interne del perigonio, oppure dalla pelosità del labello (carattere molto più evidente del primo).
Il primo nome specifico (argolica) si riferisce ad una regione greca (l'Argolide) del Peloponneso, luogo dei primi ritrovamenti dell'orchidea Ophrys argolica; il secondo nome specifico (crabronifera) deriva dal latino: cabro = calabrone e ferre = portare.

## Descrizione
È una pianta erbacea relativamente alta da 20 a 70 cm. La forma biologica è geofita bulbosa (G bulb), ossia è una pianta perenne che porta le gemme in posizione sotterranea. Durante la stagione avversa non presenta organi aerei e le gemme si trovano in organi sotterranei chiamati bulbi o tuberi, strutture di riserva che annualmente producono nuovi fusti, foglie e fiori. È un'orchidea terrestre in quanto contrariamente ad altre specie, non è “epifita”, ossia non vive a spese di altri vegetali di maggiori proporzioni.

### Radici
Le radici sono fascicolate e secondarie da bulbo e consistono in sottili fibre radicali posizionate nella parte superiore dei bulbi.

### Fusto
- Parte ipogea: la parte sotterranea del fusto è composta da due tuberi bulbosi a forma ovoidale e arrotondati; il primo svolge delle importanti funzioni di alimentazione, mentre il secondo raccoglie materiali nutritizi di riserva per lo sviluppo della pianta che si formerà nell'anno venturo.
- Parte epigea: la parte aerea del fusto è semplice, eretta, e robusta.

### Foglie
Sono presenti delle foglie radicali a forma oblungo-lanceolata formanti una rosetta basale. Sulla pagina fogliare sono presenti delle nervature parallele disposte longitudinalmente (foglie di tipo parallelinervie).

### Infiorescenza
L'infiorescenza è “indefinita” (senza fiore apicale o politelica) del tipo spiciforme con 3 – 10 fiori a disposizione lassa. Questi ultimi sono posti alle ascelle di brattee a forma lanceolata; sono lunghe più dell'ovario. I fiori inoltre sono resupinati, ruotati sottosopra; in questo caso il labello è volto in basso.

### Fiore

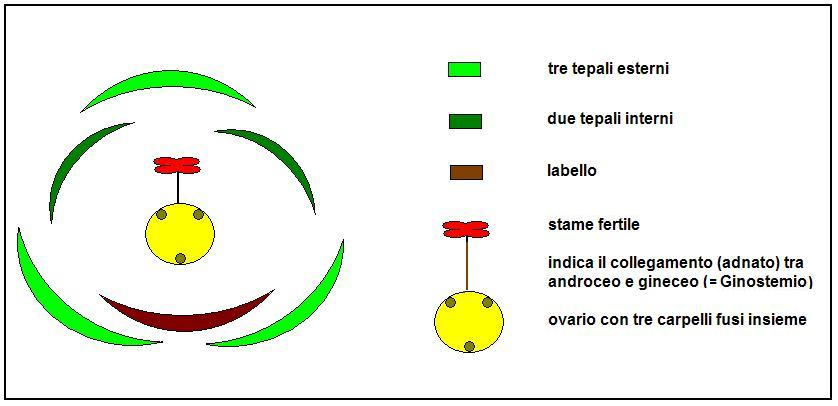
Diagramma fiorale

I fiori sono ermafroditi ed irregolarmente zigomorfi, pentaciclici (perigonio a 2 verticilli di tepali, 2 verticilli di stami (di cui uno solo fertile – essendo l'altro atrofizzato), 1 verticillo dello stilo).
- Formula fiorale: per queste piante viene indicata la seguente formula fiorale:

X, P 3+3, [A 1, G (3)], infero, capsula
- Perigonio: il perigonio è composto da 2 verticilli con 3 tepali (o segmenti) ciascuno (3 interni e 3 esterni). I tre segmenti esterni sono patenti; quello centrale a forma ovale-lanceolata, quelli esterni più triangolari. I due tepali interni (il terzo, quello centrale, chiamato labello, è molto diverso da tutti gli altri) sono più piccoli (2/3 di quelli esterni) a forma triangolare e con bordi vellutati. Questi tepali sono disposti in modo alternato a quelli esterni. Colore dei tepali esterni: da bianco a rosa (ma anche violacei o verdastri) con nervature centrali verdi. Colore dei tepali interni: come quelli esterni ma più scuri.
- Labello: il labello (la parte più vistosa del fiore) è intero a forma orbicolare o lievemente ovoidale; convesso se visto di fianco. In questa specie non è presente lo sperone, mentre le gibbosità della zona centrale del labello sono appena evidenti. Nella parte terminale del labello è presente un “apicolo” verde a forma appuntita e rivolto in avanti. Colore del labello: bruno rossastro al centro; a volte quasi olivastro nella parte alta del labello; più chiaro ai bordi (dovuto ai peli biancastri); al centro è presente una macchia a forma di “U” rovesciata colorata di grigio-violetto e circondata da bordi ancora più chiari. Dimensioni del labello: larghezza 15 mm; lunghezza 19 mm.
- Ginostemio:  lo stame con le rispettive antere (in realtà si tratta di una sola antera fertile biloculare – a due logge) è concresciuto (o adnato) con lo stilo e lo stigma e forma una specie di organo colonnare chiamato "ginostemio"[7]. Quest'organo, simili a un becco corto e ottuso di colore verde, è posizionato all'interno-centro del fiore sopra la cavità stigmatica più larga che alta; ai lati della quale sono presenti due pseudo-occhi. Il polline ha una consistenza gelatinosa; e si trova nelle due logge dell'antera, queste sono fornite di una ghiandola vischiosa (chiamata retinacolo). I pollinii (giallastri) sono inseriti su due retinacoli distinti tramite delle caudicole, mentre i retinacoli sono protetti da due borsicole[8].
- Ovario: l'ovario, sessile in posizione infera  è formato da tre carpelli fusi insieme[5]. L'ovario non è contorto.
- Fioritura: da marzo a maggio.

### Frutti
Il frutto è una capsula deiscente: a maturità la capsula si divide lungo la circonferenza per lasciare uscire i semi. I semi sono numerosi, molto minuti e piatti. Sono privi di endosperma e gli embrioni contenuti in essi sono poco differenziati in quanto formati da poche cellule. Queste piante vivono in stretta simbiosi con micorrize endotrofiche, questo significa che i semi possono svilupparsi solamente dopo essere infettati dalle spore di funghi micorrizici (infestazione di ife fungine). Questo meccanismo è necessario in quanto i semi da soli hanno poche sostanze di riserva per una germinazione in proprio.

## Biologia
La riproduzione di questa pianta può avvenire in due modi: 
- per via sessuata grazie all'impollinazione entomogama: l'insetti impollinatori sono generalmente imenotteri apoidei del genere Andrena o di altri generi come Anthophora[4] che riconoscono (o credono di riconoscere) nella figura disegnata sul labello una propria femmina e quindi tentano una copulazione col solo risultato di trasferire il polline da un individuo floreale all'altro. Anche il profumo emesso dall'orchidea imita i ferormoni dell'insetto femmina per incitare ulteriormente l'insetto maschio all'accoppiamento. Questo fiore è privo di nettare per cui a impollinazione avvenuta l'insetto non ottiene nessuna ricompensa; questa specie può quindi essere classificata tra i “fiori ingannevoli”[10] e il tipo di impollinazione viene definita come impollinazione a pseudo-copulazione. La successiva germinazione dei semi è condizionata dalla presenza di funghi specifici (i semi sono privi di albume – vedi sopra). La disseminazione è di tipo anemocora.
- per via vegetativa in quanto uno dei due bulbi possiede la funzione vegetativa per cui può emettere gemme avventizie capaci di generare nuovi individui (l'altro bulbo generalmente è di riserva).

## Distribuzione e habitat
- Geoelemento: il tipo corologico (area di origine) è Endemico - Centromediterraneo.
- Distribuzione: in Italia questa orchidea è distribuita tra le regioni centrali (dalla Toscana alla Campania).
- Habitat: l'habitat tipico di questo fiore sono le zone a mezza luce (o luce piena) di radure boschive, garighe e prati aridi su substrato calcareo.
- Distribuzione altitudinale: sui rilievi queste piante si possono trovare fino a 1000 m s.l.m.; frequentano quindi il piano vegetazionale collinare.

## Tassonomia

### Variabilità
La variabilità di questa sottospecie si manifesta soprattutto nelle dimensioni della cavità stigmatica (al sud è più piccola); e nel colore del perigonio: nelle isole dell'Arcipelago Toscano i tepali sono completamente verdi (varietà virescens Sommier).

### Sinonimi
Questa entità ha avuto nel tempo diverse nomenclature:
- Ophrys crabronifera  Sebast. & Mauri, 1820 (basionimo)
- Ophrys pollinensis E.Nelson ex Devillers-Tersch. & Devillers
- Ophrys argolica subsp. pollinensis (E.Nelson) Kreutz
- Ophrys crabronifera subsp. pollinensis (E.Nelson ex Devillers-Tersch. & Devillers) H.Baumann & R.Lorenz
- Ophrys crabronifera subsp. virescens (Sommier) Klaver & Kreutz
- Ophrys exaltata var. virescens Sommier
- Ophrys holoserica subsp. pollinensis (E.Nelson) O.Danesch & E.Danesch

### Specie simili
Tutte le orchidee del genere Ophrys ad una prima occhiata sono molto simili tra di loro. L'elemento più distintivo è la forma (e il disegno) del labello. Di seguito sono elencate alcune orchidee con il labello abbastanza simile:
- Ophrys sphegodes Philip Miller, 1768 (comprese le varie sottospecie);
- Ophrys × arachnitiformis .

Del gruppo argolica (la specie nominale non è presente in Italia) fa parte un'altra sottospecie:
- Ophrys argolica subsp. biscutella (O. Danesch & E. Danesch) Kreutz, 2004;

## Conservazione
Come tutte le orchidee è una specie protetta e quindi ne è vietata la raccolta e il commercio ai sensi della Convenzione sul commercio internazionale delle specie minacciate di estinzione (CITES).